# قائمة سلاطين زنجبار
أُنشئ لقب سلطان زنجبار بتاريخ الأحد 19 صفر 1273 هـ الموافق 19 أكتوبر 1856 بعد وفاة السلطان سعيد بن سلطان والذي كان يحكم عمان وزنجبار باسم سلطان عمان منذ عام 1218 هـ/ 1804 م، ثم استلم حكم زنجبار الفرع الأصغر من سلالة البوسعيد العمانية.
استرد العمانيون زنجبار من البرتغاليين وطردوهم منها عام 1109 هـ/ 1698 م، فأنشؤوا فيها الحاميات وفي جزيرة بمبا وجزيرة كيلوا في عام  1832 أو عام 1840 حسب مصادر أخرى، ونقل السلطان سعيد بن سلطان عاصمة حكمه من مسقط إلى مجي مكونجوي أو المدينة القديمة لمدينة زنجبار أو ما تسمى اليوم ستون تاون. وأنشأ سلالة حاكمة من ذريته، وقد طور النظام الزراعي وذلك باستزراع القرنفل إلى الجزيرة. وقد تمكن التجار القادمين من شبه القارة الهندية من التحكم بالتجارة في الجزيرة وذلك بمساعدة السلطان سعيد الذي جعلهم يستوطنون بالجزيرة. وبعد وفاة السلطان سعيد تنازع ولديه ثويني بن سعيد وماجد بن سعيد على وراثة الحكم. مما حدا بتقسيم عمان وزنجبار إلى سلطنتين، فصار ماجد سلطان زنجبار، بينما حكم ثويني سلطنة عمان. فقوى ماجد سلطته خلال تجارة الرقيق بشرق أفريقيا، أما خليفته برغش بن سعيد فقد ساعد على إلغاء تجارة الرق في زنجبار، وطور البنية التحتية للبلد. وكذلك ساهم خليفته على إلغاء تلك التجارة بالجزيرة.
حتى عام 1886، كان سلطان زنجبار يمتد على طول ساحل أفريقيا الشرقي والمسمى بالزنج وبالخطوط التجارية الممتدة إلى عمق القارة الأفريقية وصولاً إلى كوندو على نهر الكونغو. حتى بدأ الإنجليز والألمان يدخلون ويعيدون تنظيم المناطق التي تقع تحت حكم السلطان وبنوع من السرية؛ وبدؤوا باحتلال المناطق الخاضعة للسلطان الواحدة تلو الأخرى واخضاعها لحكم القوى الإمبريالية الأوروبية خلال السنوات القليلة التالية. وبعد توقيع معاهدة هليجولاند بين ألمانيا وبريطانيا حول تقسيم أفريقيا عام 1890، أضحت زنجبار محمية بريطانية خلال حكم علي بن سعيد، في أغسطس من عام 1896 وقعت الحرب الإنجليزية الزنجبارية ولمدة 38 دقيقة والتي تعتبر أقصر حرب في التاريخ، وذلك بعد استلام خالد بن برغش الحكم عند وفاة السلطان حمد بن ثويني، بسبب أن الإنجليز يرغبون بالسلطان حمود بن محمد لأنه أسهل بالتعامل معه لديهم. وقد أعطى الإنجليز خالد مهلة ساعة لإخلاء القصر في ستون تاون. ولكن خالد بدلاً من ذلك جهز جيشاً قوامه 2,800 رجل لمحاربة الإنجليز. فأعلن الإنجليز الحرب وقصفوا القصر وأماكن أخرى بالمدينة مما حدا بالسلطان خالد بالانسحاب والاستسلام، وقد تم نفيه خارج البلد، واستبداله بحمود سلطاناً على زنجبار.
منحت بريطانيا الاستقلال لزنجبار في ديسمبر 1963 وصارت سلطنة ملكية دستورية تحت حكم السلطان جمشيد بن عبد الله والذي أطيح به بعدها بشهر خلال ثورة زنجبار. وقد هرب جمشيد إلى المنفى واستبدلت السلطنة بما سمي جمهورية زنجبار وبمبا. وفي أبريل 1964 اتحدت تلك الجمهورية مع تنجانيقا مكونة جمهورية تنجانيقا وزنجبار المتحدة والتي استبدل الاسم بعدها بستة أشهر إلى تنزانيا.

## سلاطين زنجبار
| الرقم. | السلطان           | الاسم الكامل                     | صورة | بداية الحكم      | نهاية الحكم         | ملاحظات |
| ------ | ----------------- | -------------------------------- | --- | ---------------- | ------------------- | --- |
| 1      | ماجد بن سعيد(أ)   | السيد ماجد بن سعيد البوسعيدي.    | A black-and-white photograph of a man with a dark beard wearing a turban and robes, sitting on a patterned chair, and looking at the viewer                       | 19 أكتوبر 1856م. | 7 أكتوبر 1870م.     | حاول برغش بن سعيد اغتصاب العرش من أخيه عام 1859، ولكنه فشل. فنفي إلى بومباي مدة سنتين. |
| 2      | برغش بن سعيد      | السيد برغش بن سعيد البوسعيدي.    | A black-and-white photograph of a man with a dark beard wearing a turban, a dark jacket, a shirt, and a belt, sitting in a chair, and looking at the viewer       | 7 أكتوبر 1870م.  | 26 مارس 1888م.      | هو المسؤول عن تطوير وإنشاء الكثير من البنى التحتية مثل شبكة المياه وشبكة الطرق والتلغراف والكابل وعمارة المدن وخاصة (ستون تاون). ساعد على إنهاء تجارة الرق وذلك بالتوقيع على معاهدة مع بريطانيا عام 1870، فمُنعت تلك التجارة داخل السلطنة، وأغلق سوق العبيد في مكونازيني. |
| 3      | خليفة بن سعيد     | السيد خليفة بن سعيد البوسعيدي.   | A black-and-white sketch of a man with a dark beard wearing glasses, a turban, a dark jacket, and a white shirt all in front of a white background                | 26 مارس 1888م.   | 13 فبراير 1890م.    | ساعد على القضاء على العبودية كسلفه. |
| 4      | علي بن سعيد       | السيد علي بن سعيد البوسعيدي.     | A black-and-white photograph of a man with a dark beard wearing a turban, a dark jacket, and a white shirt, sitting, and looking at the viewer                    | 13 فبراير 1890م. | 5 مارس 1893م.       | توقيع معاهدة هليجولاند-زنجبار ما بين المملكة المتحدة والإمبراطورية الألمانية في يوليو من عام 1890. والتي تجعل من سلطنة زنجبار محمية بريطانية.(ب) |
| 5      | حمد بن ثويني      | السيد حمد بن ثويني البوسعيدي.    | alt=A black-and-white photograph of a man with a dark beard wearing a turban, a dark jacket, and a white shirt, sitting, and looking at the viewer                | 5 مارس 1893م.    | 25 أغسطس 1896م.     | |
| 6      | خالد بن برغش      | السيد خالد بن برغش البوسعيدي.    | A black-and-white sketch of a man with a dark beard wearing a turban, a dark jacket, and a white shirt and looking to the right of the viewer                     | 25 أغسطس 1896م.  | 27 أغسطس 1896م. (ج) | كان الطرف المتحارب ضد بريطانيا في الحرب الإنجليزية الزنجبارية، والتي تعتبر أقصر حرب على مر التاريخ المكتوب. |
| 7      | حمود بن محمد      | السيد حمود بن محمد السعيد.       | A black-and-white photograph of a man with a white beard wearing a turban, a dark jacket, a white shirt, and a belt and sitting on a chair                        | 27 أغسطس 1896م.  | 18 يوليو 1902م.     | أصدر المرسوم النهائي بإلغاء الرق من زنجبار يوم 6 أبريل 1897م. ولأجل ذلك منحته الملكة فيكتوريا ملكة المملكة المتحدة وسام الفارس. |
| 8      | علي بن حمود       | السيد علي بن حمود البوسعيدي.     | A black-and-white photograph of a man with a dark moustache wearing a turban and a dark jacket and sitting on a throne topped by two metal lions                  | 20 يوليو 1902م.  | 9 ديسمبر 1911م. (د) | |
| 9      | خليفة بن حارب     | السيد خليفة بن حارب السعيدي.     | A black-and-white photograph of a man with a dark beard wearing a turban, a dark jacket, a white shirt, and several medals and looking to the right of the viewer | 9 ديسمبر 1911م.  | 9 أكتوبر 1960م.     | صهر علي بن حمود. أشرف على بناء الميناء في ستون تاون وعمل طرق اسفلتية في جزيرة بمبا |
| 10     | عبد الله بن خليفة | السيد عبد الله بن خليفة السعيدي. | | 9 أكتوبر 1960م.  | 1 يوليو 1963م. (هـ) | |
| 11     | جمشيد بن عبد الله | السيد جمشيد بن عبد الله السعيدي. | | 1 يوليو 1963م.   | 21 يناير 1964م. (و) | إستقلت زنجبار من بريطانيا بتاريخ 19 ديسمبر 1963 كنظام ملكي دستوري تحت حكم جمشيد. |

## حواش
- أ ماجد بن سعيد هو الابن الأصغر لسعيد بن سلطان، وأصبح سلطان عمان بعد وفاة والده بتاريخ 19 أكتوبر 1856. ولكن أخاه الأكبر ثويني بن سعيد اعترض على استلامه للسلطة فحصل صراع ما بينهما، فتم حل الأمر بأن يحكم ماجد سلطنة زنجبار بينما يستلم ثويني سلطنة عمان.[16]
- ب بداية من عام 1886 بدأ الإنجليز والألمان بالتخطيط للحصول على أجزاء من سلطنة زنجبار لضمها إلى حكمهم.[11] وفي أكتوبر من عام 1886 انشأت لجنة الحدود الألمانية- البريطانية ما يسمى ساحل الزنج بعرض 10 أميال بحرية (19 كم)، وعلى طول الشريط الساحلي الممتد من كاب دلجادو بموزمبيق إلى كيبيني بكينيا بما فيها مومباسا ودار السلام وجميع الجزر الساحلية والعديد من القرى الموجودة بالصومال. بعدها بعدة سنوات استحوذت تلك القوى الإمبريالية على جميع المناطق المتاخمة لها.
- ج كان المفروض أن يتولى الحكم حمود بن محمد وهو صهر ماجد بن سعيد بعد وفاة حمد بن ثويني، ولكن خالد بن برغش بن سعيد استولى على قصر الحكم وأعلن نفسه حاكما لزنجبار، وشكل قوة قوامها من 2,800 رجل وزعهم بأنحاء المدينة لمواجهة الإنجليز الداعمين لحمود الذين اصدروا إنذارا لخالد ورجاله بضرورة إخلائهم القصر خلال ساعة بتاريخ 26 أغسطس. وبعد رفضه التخلي عن القصر بدأت البحرية البريطانية بقصف القصر ومناطق أخرى من المدينة. ففر خالد إلى القنصلية الألمانية بعدها ب 38 دقيقة من القصف حيث تم منحه حق اللجوء السياسى. وقد سميت تلك الحرب القصيرة بالحرب الإنجليزية الزنجبارية. وتم نفي خالد إلى دار السلام حتى قبض عليه الإنجليز عام 1916.[17][18]
- د بعد حضوره حفل تنصيب جورج الخامس قرر على التخلي عن العرش والعيش في أوروبا.[4][14]
- هـ مات عبد الله بن خليفة بسبب مضاعفات السكري.[4]
- و أطيح بجمشيد بن عبد الله بتاريخ 12 يناير 1964 خلال ثورة زنجبار.[19] وفر إلى بريطانيا مع عائلته ووزرائه، وقد تنقل من فندق إلى فندق داخل بريطانيا.[20]

## ثبت المراجع
- Kwame Anthony Appiah... (1999), Appiah; Gates, Henry Louis, Jr. (eds.), Africana: The Encyclopedia of the African and African American Experience (بالإنجليزية), New York: Basic Books, ISBN:0-465-00071-1, OCLC:41649745{{استشهاد}}:  صيانة الاستشهاد: أسماء متعددة: قائمة المحررين (link).
- Ayany, Samuel G. (1970), A History of Zanzibar: A Study in Constitutional Development, 1934–1964 (بالإنجليزية), Neirobi: East African Literature Bureau, OCLC:201465.
- Ingrams, William H. (1967), Zanzibar: Its History and Its People (بالإنجليزية), Abingdon, Oxfordshire: Routledge, ISBN:0-7146-1102-6, OCLC:186237036.
- Keane, Augustus H. (1907), Africa (بالإنجليزية) (2 ed.), London: Edward Stanford, vol. 1, OCLC:6646364, Archived from the original on 2020-03-26.
- Michler, Ian (2007), Zanzibar: The Insider's Guide (بالإنجليزية) (2 ed.), Cape Town: Struik Publishers, ISBN:1-77007-014-1, OCLC:165410708.
- Owens, Geoffrey R. (2007), "Exploring the Articulation of Governmentality and Sovereignty: The Chwaka Road and the Bombardment of Zanzibar, 1895–1896", Journal of Colonialism and Colonial History (بالإنجليزية), Johns Hopkins University Press, vol. 7, pp. 1–55, DOI:10.1353/cch.2007.0036, OCLC:45037899, Archived from the original on 2016-03-03.
- Turki, Benyan Saud (1997), "The Sultan of The Arab State of Zanzibar and The Regent 1902–1905" (PDF), Journal of the Documentation and Humanities Research Center (بالإنجليزية), Archived from the original (PDF) on 2012-03-16.
- United States Department of State (1975), Countries of the World and Their Leaders (بالإنجليزية) (2 ed.), Detroit: Gale, OCLC:1492755.